# مايكل ديمبسي
مايكل ديمبسي (بالإنجليزية: Michael Dempsey)‏ هو كاتب أغاني وعازف قيثارة بريطاني، ولد في 29 نوفمبر 1958 في هراري في زيمبابوي.

## وصلات خارجية
- مايكل ديمبسي على موقع IMDb (الإنجليزية)
- مايكل ديمبسي على موقع ميوزك برينز (الإنجليزية)
- مايكل ديمبسي على موقع أول ميوزيك (الإنجليزية)
- مايكل ديمبسي على موقع ديسكوغز (الإنجليزية)